# Chorupań
Chorupań (ukr. Хорупань) – wieś na Ukrainie, w rejonie młynowskim obwodu rówieńskiego.
Miejsce bitwy pod Chorupaniem oraz bitwy pod Dubnem.

## Linki zewnętrzne

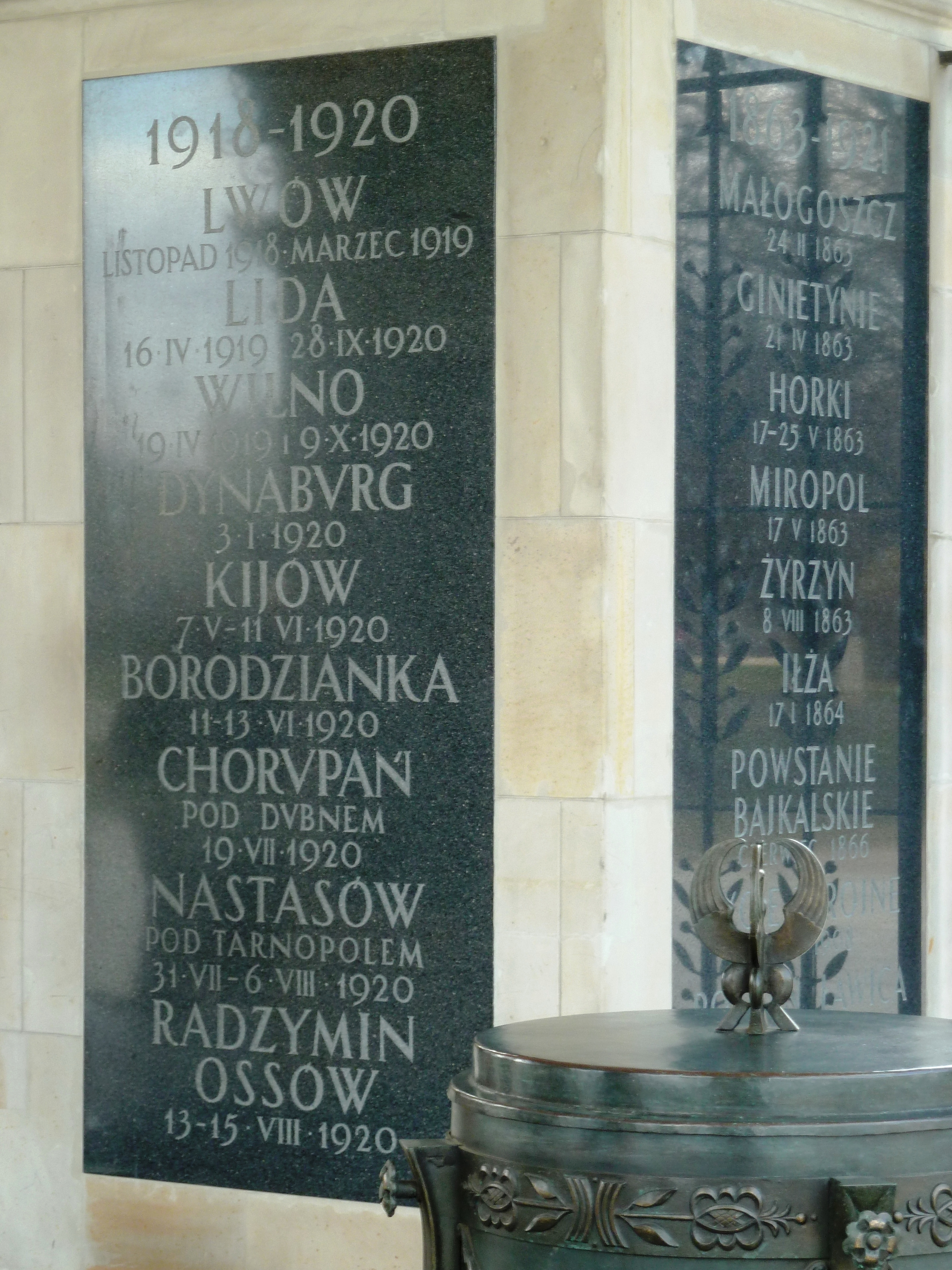
Tablica na Grobie Nieznanego Żołnierza – upamiętnienie Chorupań, 19.07.1920